# Ophiodes yacupoi
Ophiodes yacupoi là một loài thằn lằn trong họ Anguidae. Loài này được Gallardo mô tả khoa học đầu tiên năm 1966.